# Baby : Le Secret de la légende oubliée
Pour plus de détails, voir Fiche technique et Distribution.
Baby : Le Secret de la légende oubliée (Baby: Secret of the Lost Legend) est un film américain réalisé par Bill L. Norton, sorti en 1985.

## Synopsis
Susan Matthews-Loomis, une paléontologue, cherche avec son mari George Loomis des preuves de l'existence du Mokélé-mbembé en Afrique centrale. Ils découvrent alors une famille de brontosaures. Le cruel Dr. Eric Kiviat, concurrent de Susan, tue le mâle et capture la femelle. Georges et Susan vont s'efforcer de sauver de ses griffes le petit brontosaure qu'ils ont baptisé Baby,.

## Fiche technique
- Titre français : Baby : Le Secret de la légende oubliée
- Titre original : Baby: Secret of the Lost Legend
- Réalisation : Bill L. Norton
- Scénario : Clifford Green et Ellen Green
- Musique : Jerry Goldsmith
- Photographie : John Alcott
- Montage : David Bretherton et Howard E. Smith
- Production : Jonathan T. Taplin
- Sociétés de production : Silver Screen Partners II et Touchstone Pictures
- Société de distribution : Buena Vista Pictures
- Pays de production :  États-Unis
- Langue originale : anglais
- Format : couleur - 2,39:1 - 35 mm - Dolby
- Genre : aventures
- Durée : 95 minutes
- Dates de sortie :
  - États-Unis : 22 mars 1985
  - France : 12 juin 1985

## Distribution
- Sean Young (VF : Emmanuèle Bondeville) : Susan Matthews-Loomis
- William Katt (VF : Hervé Bellon) : George Loomis
- Patrick McGoohan (VF : François Chaumette) : Dr. Eric Kiviat
- Julian Fellowes (VF : Jacques Ebner) : Nigel Jenkins
- Kyalo Mativo : Cephu
- Hugh Quarshie (VF : Greg Germain) : Kenge Obe
- Olu Jacobs (VF : Serge Sauvion) : Colonel Nsogbu
- Eddie Tagoe : Sergent Gambwe
- Edward Hardwicke (VF : William Sabatier) : Dr. Pierre Dubois
- Julian Curry : Etienne
- Alexis Meless : le guide
- Susie Nottingham : Baki, l'assistant du laboratoire
- Stephan Krora : le capitaine du port

## Production
En 1983, le producteur Jonathan T. Taplin cherche des fonds pour produire un film en Afrique et prend contact avec Richard Rainwater, gérant les actifs non pétroliers de l'entreprise Bass Brothers dirigée par Sid Bass. Rainwater lui réponds qu'il n'est pas intéressé par les projets à moins de 5 millions d'USD. Malgré ce refus, il est contacté par Richard Berger, récemment nommé (voir ci-dessus) qui lui propose d'être l'un des premiers producteurs indépendants de Disney, au travers de Silver Screen Partners. Il part donc pour la Côte d'Ivoire pour le tournage de Baby : Le Secret de la légende oubliée (1985).
Courant avril 1984, Jonathan T. Taplin supervise la post-production du film Baby : Le Secret de la légende oubliée aux Walt Disney Studios Burbank. Il revient de Côte d'Ivoire et pour s'occuper il consultait les documents internes mis à sa disposition dont des rapports financiers. Il est parvenu au même constat que les financiers et se souvient du refus de Richard Rainwater de Bass Brothers, il le contacte pour lui donner son avis sur Disney. Taplin doit en plus produire un autre film avec Disney, Les Aventuriers de la 4e dimension. Taplin se rend à Fort Worth au siège de Bass, avec comme objectif d'obtenir une prime pour le tuyau. Rainwater lui réponds que l'info est intéressante mais que la majorité des capitaux de Bass sont bloqués dans une participation de  9,9 % de Texaco et que le but est d'atteindre 25 % mais que cela nécessite deux milliards de dollars. De retour à Burbank, Taplin se sent confiant et propose ses services à Ray Watson et mentionne son entrevue avec Rainwater.
Le succès des deux films de Jonathan T. Taplin n'est pas au rendez-vous et aidé par la somme versée par Rainwater pour l'information, il entre chez Merrill Lynch comme banquier d'investissement.